# Галигузов, Руслан Владимирович
}}
Руслан Владимирович Галигузов (укр. Руслан Володимирович Галігузов; 20 октября 1977, Запорожье) — украинский футболист, вратарь.

## Биография
Воспитанник запорожского «Металлурга». Начинал профессиональную карьеру в команде «Виктор». В сезоне 1998/99 провел один матч в Высшей лиге Украины за «Торпедо». В 2002—2003 гг. Галигузов находился в минском «Динамо», но за это время провел за основной состав всего одну встречу.
Три сезона голкипер отыграл в российском первом дивизионе за липецкий «Металлург» и «Содовик». В 2008 году вернулся на Украину, где вскоре завершил профессиональную карьеру.
С 2018 года Руслан Галигузов в течение шести лет являлся тренером по работе с вратарями в запорожском «Металлурге».

## Достижения
- Серебряный призёр чемпионата Армении: 2006.